# Abadir

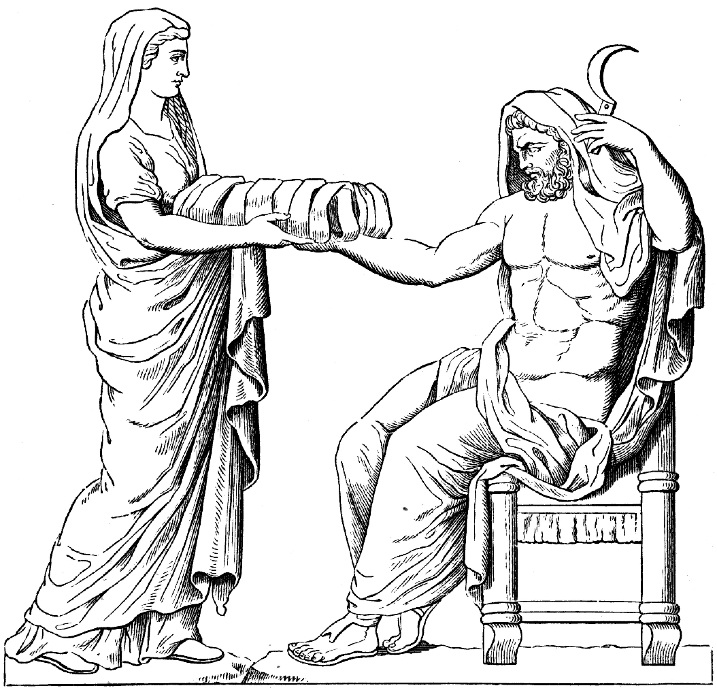
Reja podaje Kronosowi owinięty w pieluszki kamień.

Abadir − w mitologii greckiej kamień, który bogini Reja podała swemu mężowi Kronosowi do pożarcia zamiast nowo narodzonego syna Zeusa.